# Jorge Urzúa Urzúa
Jorge Urzúa Urzúa (Santa Cruz, 18 de abril de 1886-Santiago, 19 de junio de 1980) fue un abogado y político chileno, miembro del Partido Radical (PR). Se desempeñó como diputado, gobernador, y ministro de Estado de su país, durante el gobierno del presidente Juan Antonio Ríos.

## Familia y estudios
Nació en Santa Cruz 18 de abril de 1880, hijo de Neftalí Urzúa Rojas y Jovina Urzúa Urzúa. Realizó sus estudios primarios en los Colegios San Pedro Nolasco y los secundarios en el San Ignacio de Santiago. Continuó los superiores en la Escuela de Derecho de la Universidad de Chile, titulándose como abogado el 12 de mayo de 1912, con la tesis se tituló El delito y la responsabilidad civil que con él nace.
Se casó con Berta Rencoret Bezanilla.

## Carrera profesional
Comenzó su actividad profesional en Santiago, y luego, fungió como abogado de la Comisión Plebiscitaria en Tacna. Más tarde, fue jefe de la sección judicial de la Caja de Crédito Agrario, para más tarde actuar como gerente (desde 1939) y consejero de la misma.
Se dedicó también a las actividades agrícolas, explotando su fundo "La Selva", en Santa Cruz.

## Carrera política
En el ámbito político, militó en las filas del Partido Radical (PR), siendo director general del partido, director del Club Radical y miembro del Comité Ejecutivo del Frente Popular (FRAP), coalición que llevó a la presidencia al profesor Pedro Aguirre Cerda en la elección de 1938. Durante la primera administración del presidente liberal Arturo Alessandri en 1920, fue nombrado por éste como gobernador del departamento de Santa Cruz (Chile)|departamento de Santa Cruz, función que ejerció hasta el final del gobierno en septiembre de 1924. También, fue intendente de la provincia de Chiloé.
En las elecciones parlamentarias de 1924, se postuló como candidato a diputado por Ancud y Quinchao, resultando electo para el período legislativo 1924-1927. En su gestión integró la Comisión Permanente de Obras Públicas. Sin embargo, no logró finalizar su período debido a la disolución del Congreso Nacional el 11 de septiembre de 1924, mediante un decreto de la Junta de Gobierno instaurada tras un golpe de Estado.
Posteriormente, en las elecciones parlamentarias de 1932, se postuló nuevamente como candidato a diputado, pero por la 24.ª Agrupación Departamental (correspondiente a los departamentos de Ancud y Castro), resultando electo para el período 1933-1937. En la oportunidad, fue diputado reemplazante en la Comisión Permanente de Trabajo y Legislación Social.
Tras una recesión diputacional, en las elecciones parlamentarias de 1941, una vez más, se postuló como candidato a diputado, pero por la 10.ª Agrupación Departamental (San Fernando y Santa Cruz), obteniendo el escaño para el período 1941-1945. En esta ocasión, integró la Comisión Permanente de Relaciones Exteriores y fue diputado reemplazante en la Comisión Permanente de Constitución, Legislación y Justicia y en la de Hacienda.
Un día antes de dejar la Cámara de Diputados, el 14 de mayo de 1945 fue nombrado por el presidente Juan Antonio Ríos, también de militancia radical, como titular del Ministerio de Agricultura, cargo que ocupó hasta el 3 de febrero de 1946.
Entre otras actividades, fue socio de la Sociedad Nacional de Agricultura (SNA), y bombero de la Sexta Compañía de Santiago. Falleció en Santiago de Chile el 19 de junio de 1980, a los 94 años.